# Nhà thờ chính tòa Thánh Elizabeth, Košice, Slovakia

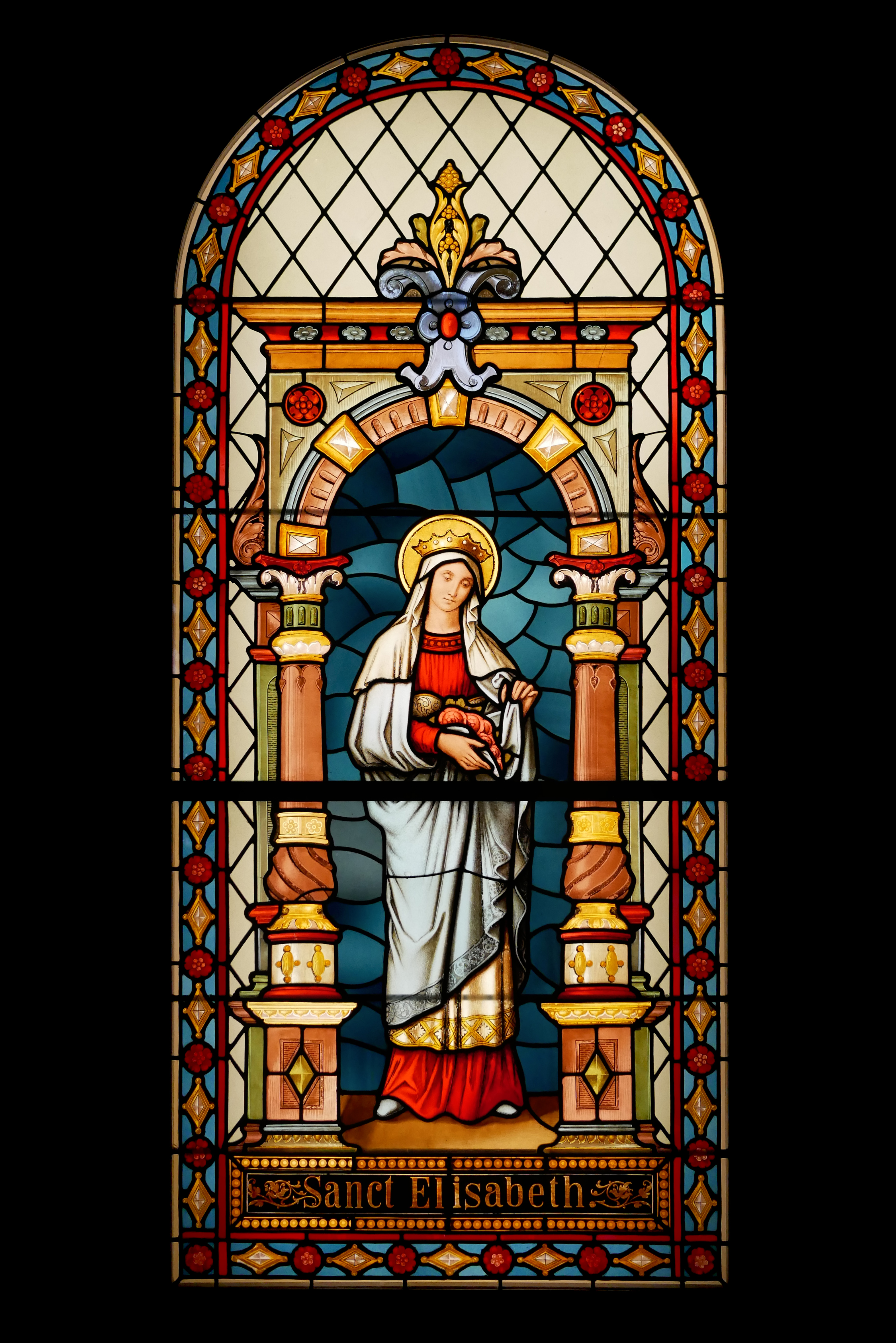
Hình Thánh Elizabeth xứ Hungary

Nhà thờ chính tòa Thánh Elizabeth (Tiếng Slovakia: Dóm svätej Alžbety; Tiếng Hungary: Szent Erzsébet-székesegyház, Tiếng Đức: Dom der heiligen Elisabeth), là một nhà thờ lớn và lâu đời nhất của Slovakia, thuộc Giáo Hội Công Giáo Rô-ma, tọa lạc tại Tổng Giáo phận Košice, Slovakia. Danh xưng của nhà thờ được đặt theo danh tính của Thánh Elizabeth, công chúa xứ Hungary.

## Lịch sử

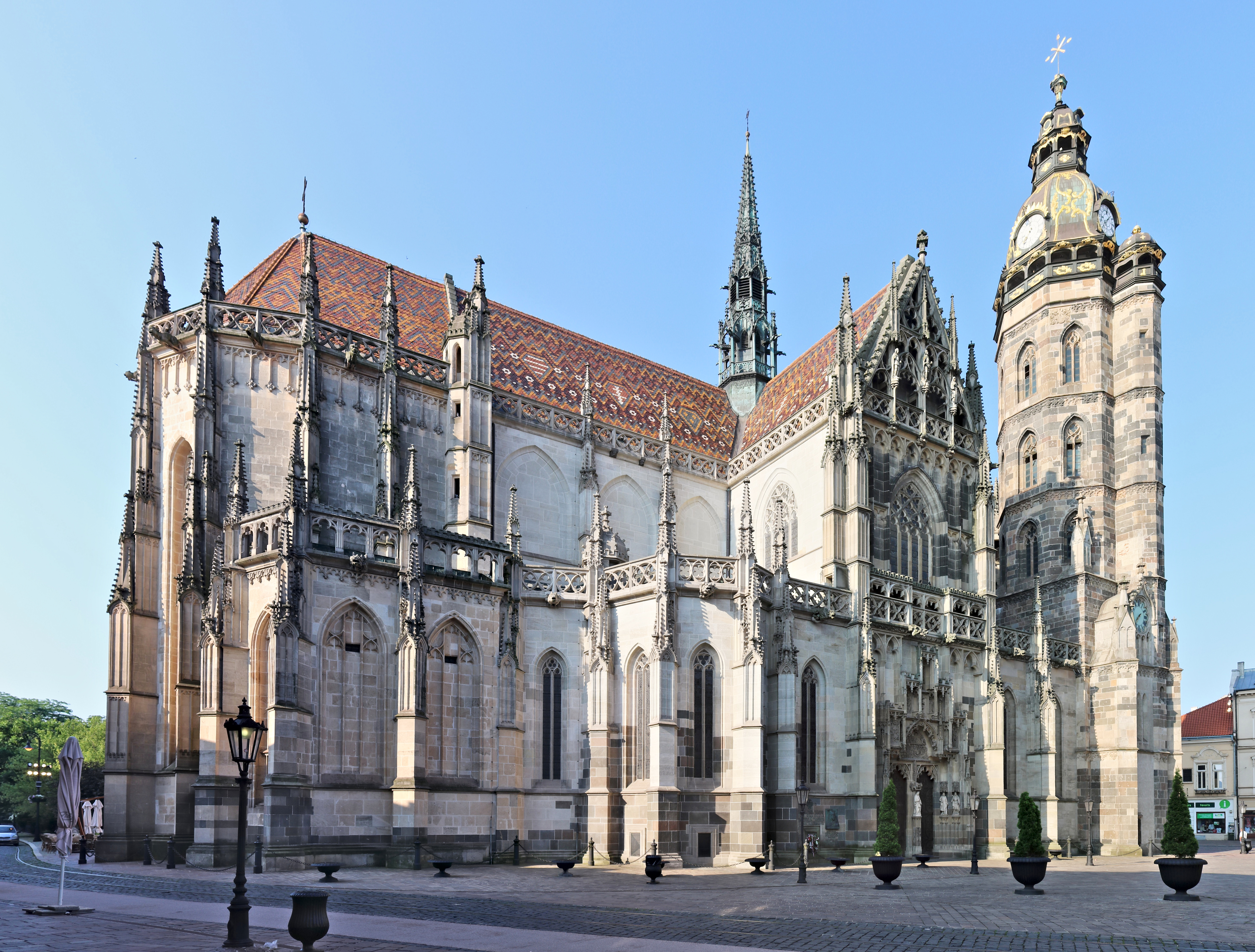
Nhà thờ chính tòa Thánh Elizabeth, Košice, Slovakia

Có mặt từ năm 1230, nhà thờ được xây theo kiểu Gothic và duy trì phần tháp với kiến trúc Romanesque.
Nhà thờ phải trải qua năm cuộc tái kiến thiết sau những thiệt hại và có những cuộc trùng tu lớn diễn ra. Trong đó, cuộc tái thiết năm 1877-1896 và cuộc trùng tu năm 1978 là những cuộc tái tạo lớn và đầu tư rất nhiều.
Năm 1872, Ủy ban Di tích Tạm thời Hungary được thành lập, với Imre Henszlmann là thư ký ủy ban. Chính phủ tài trợ cho một cuộc tái thiết lớn thực hiện từ năm 1877–96.

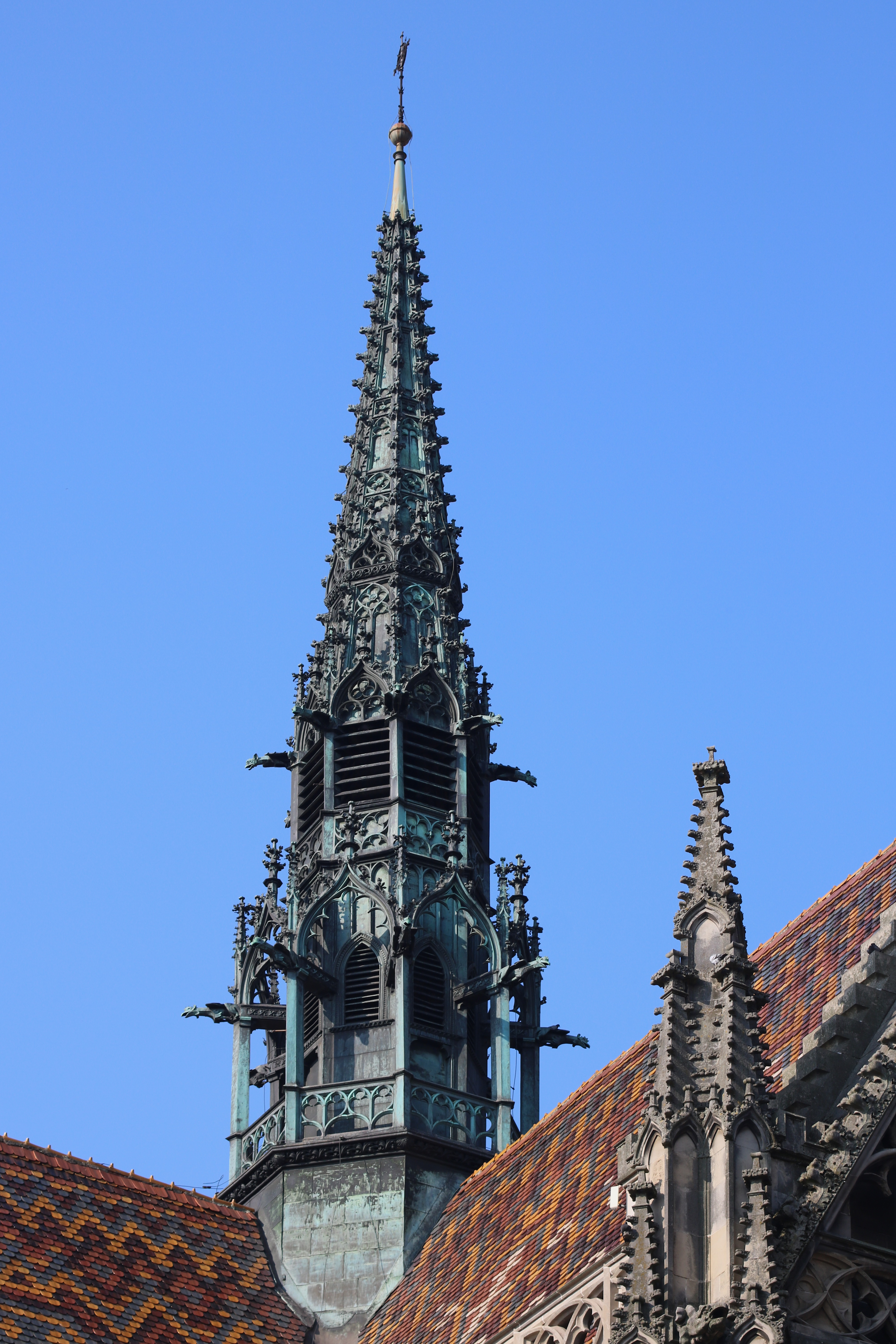
Tháp nhà thờ chính tòa Elizabeth, Košice, Slovakia

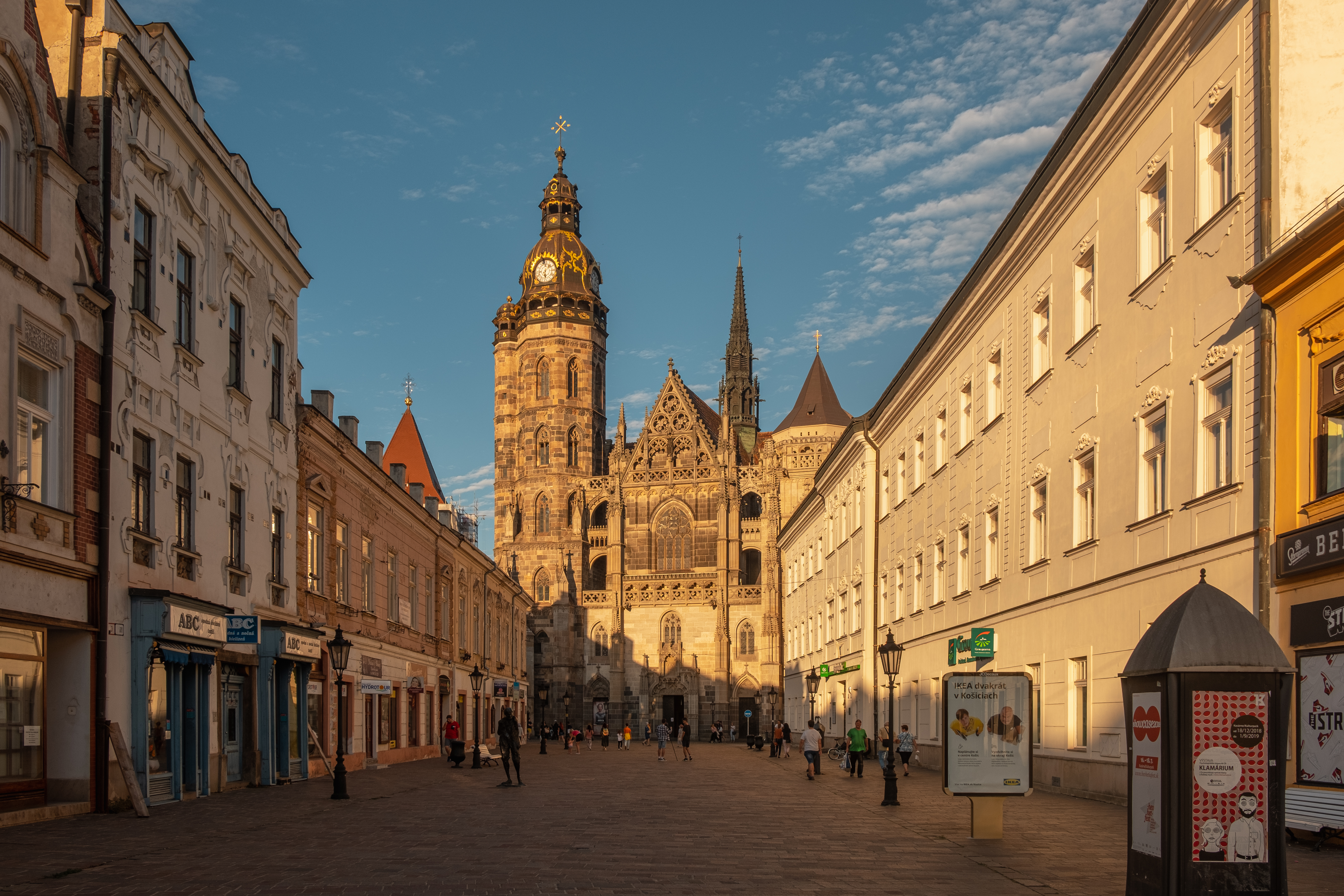
Một mặt nhà thờ chính tòa Elizabeth, Košice, Slovakia, nhìn từ đường Alzbetina

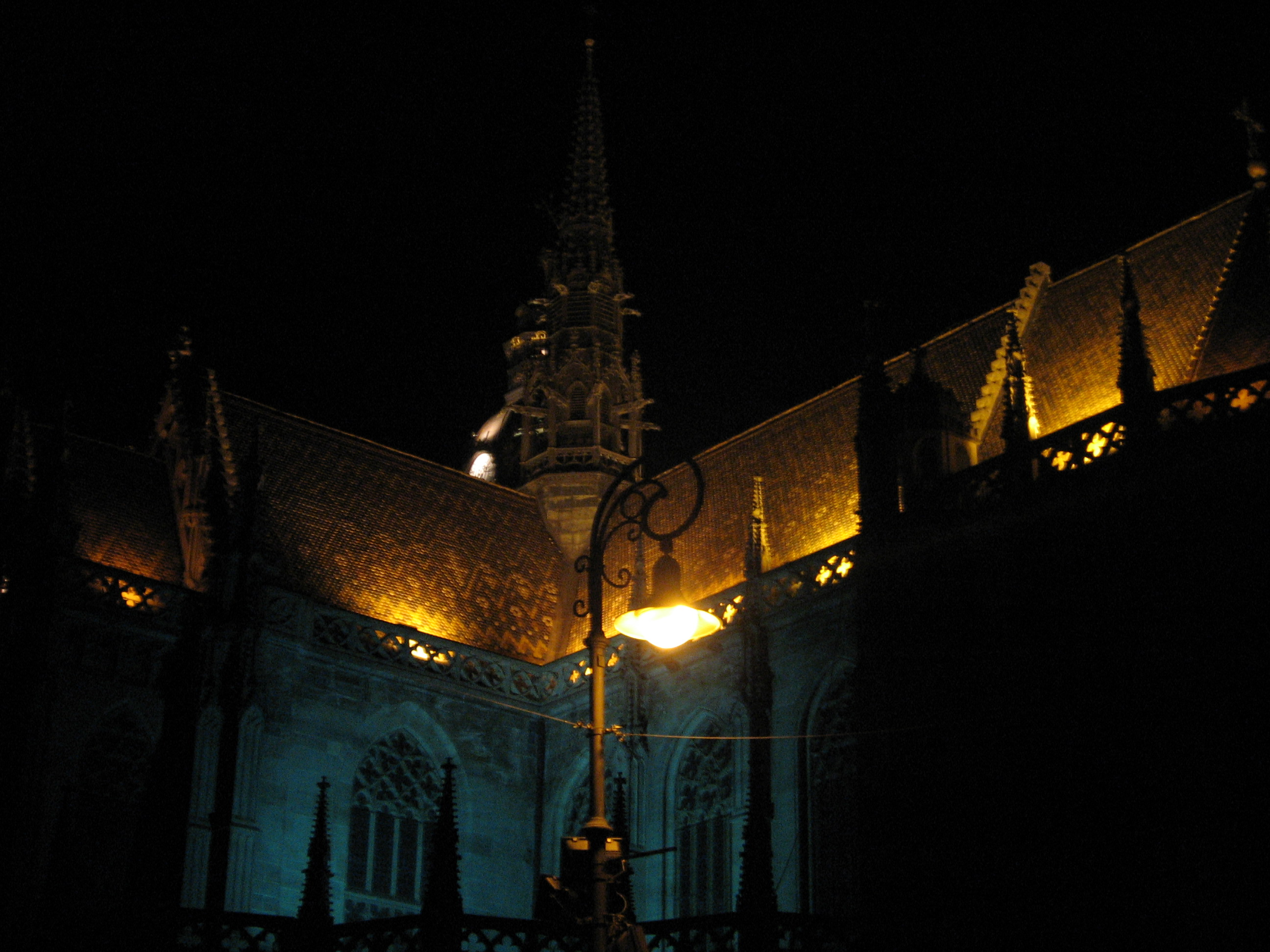
Nhà thờ chính tòa Thánh Elizabeth về đêm

Năm 1970, Nhà thờ Thánh Elisabeth được tuyên bố là Di tích Văn hóa Quốc gia.

## Nội thất của nhà thờ

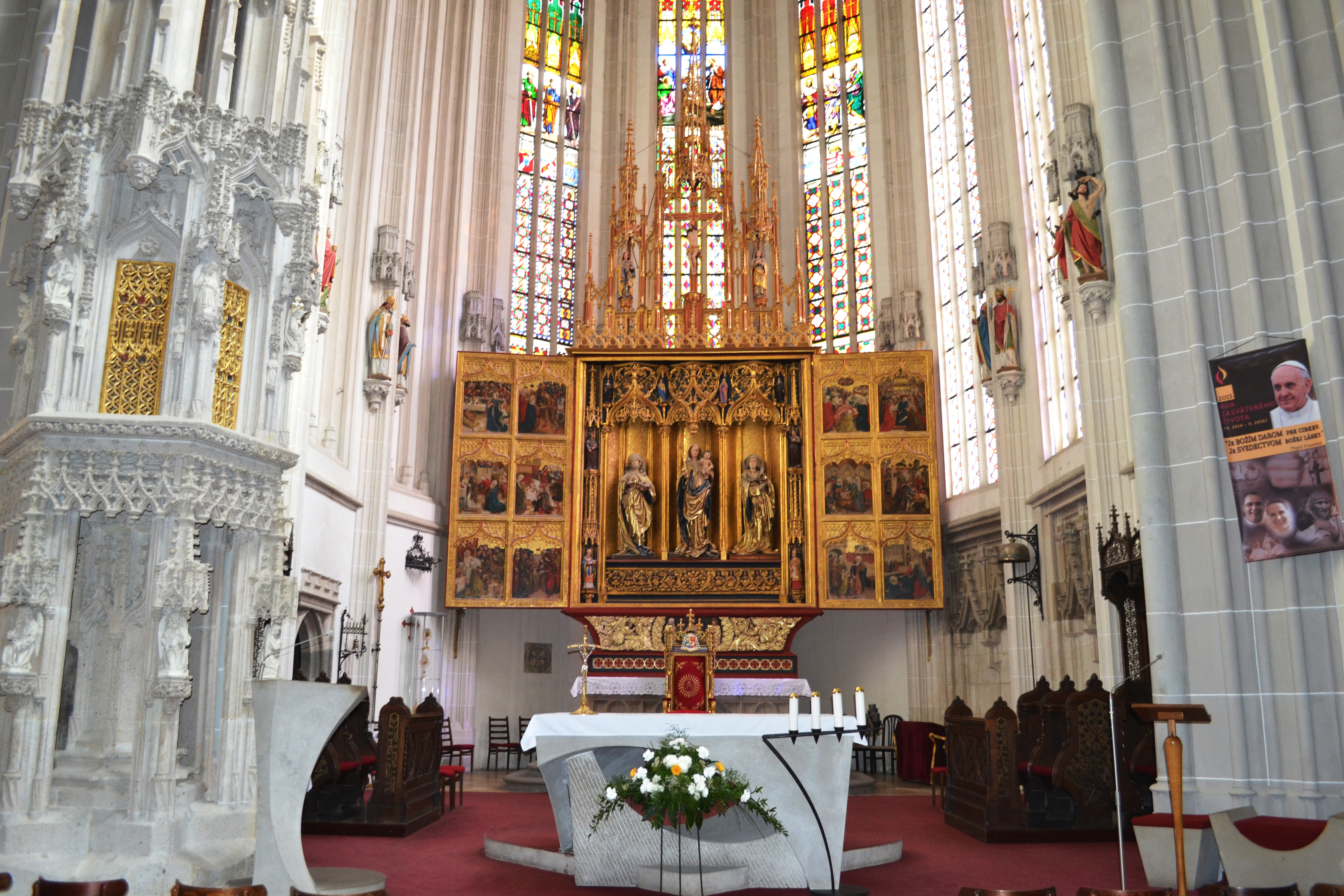
Nội thất trong nhà thờ chính tòa Elizabeth, Košice, Slovakia interior

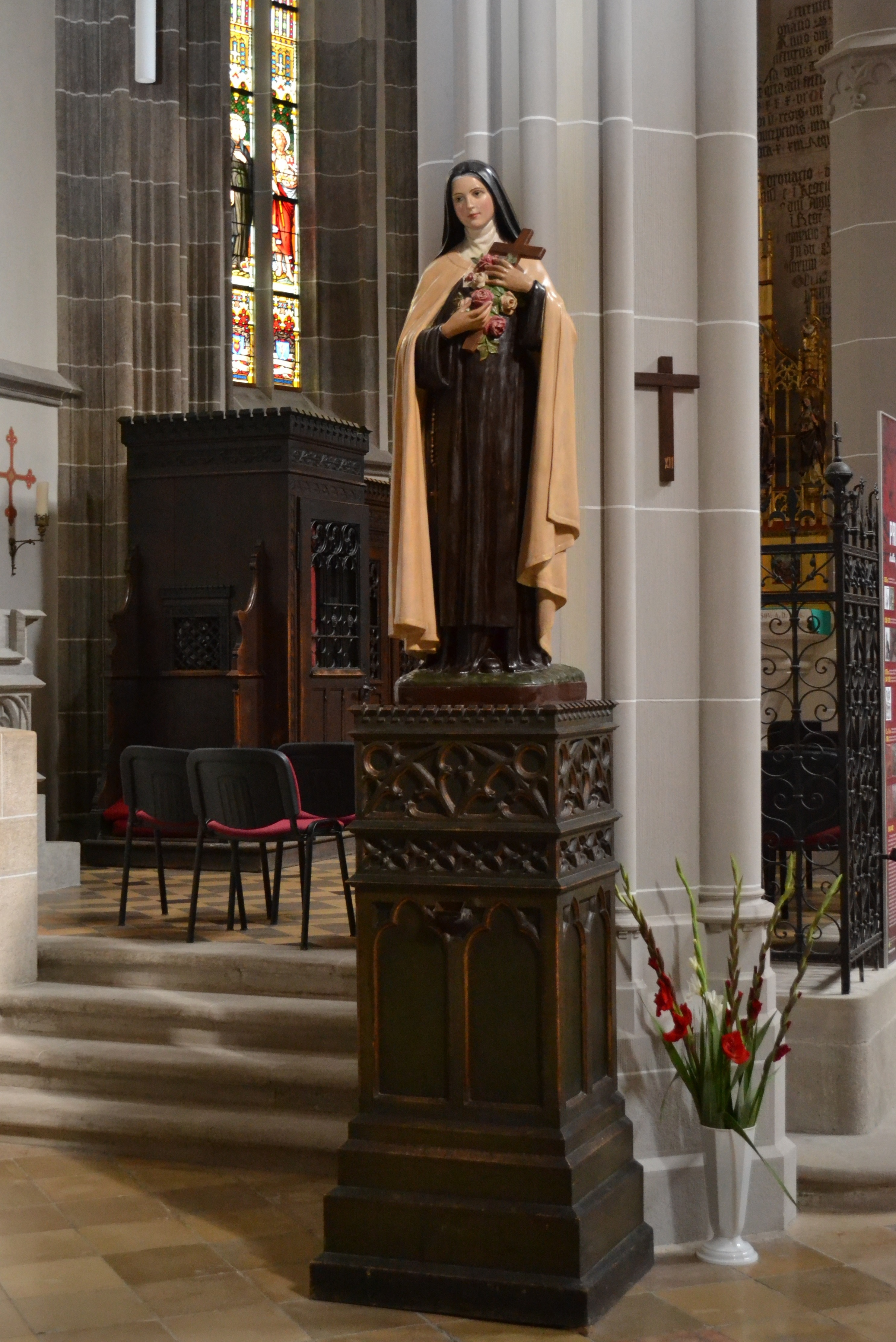
Tượng Thánh Theresa

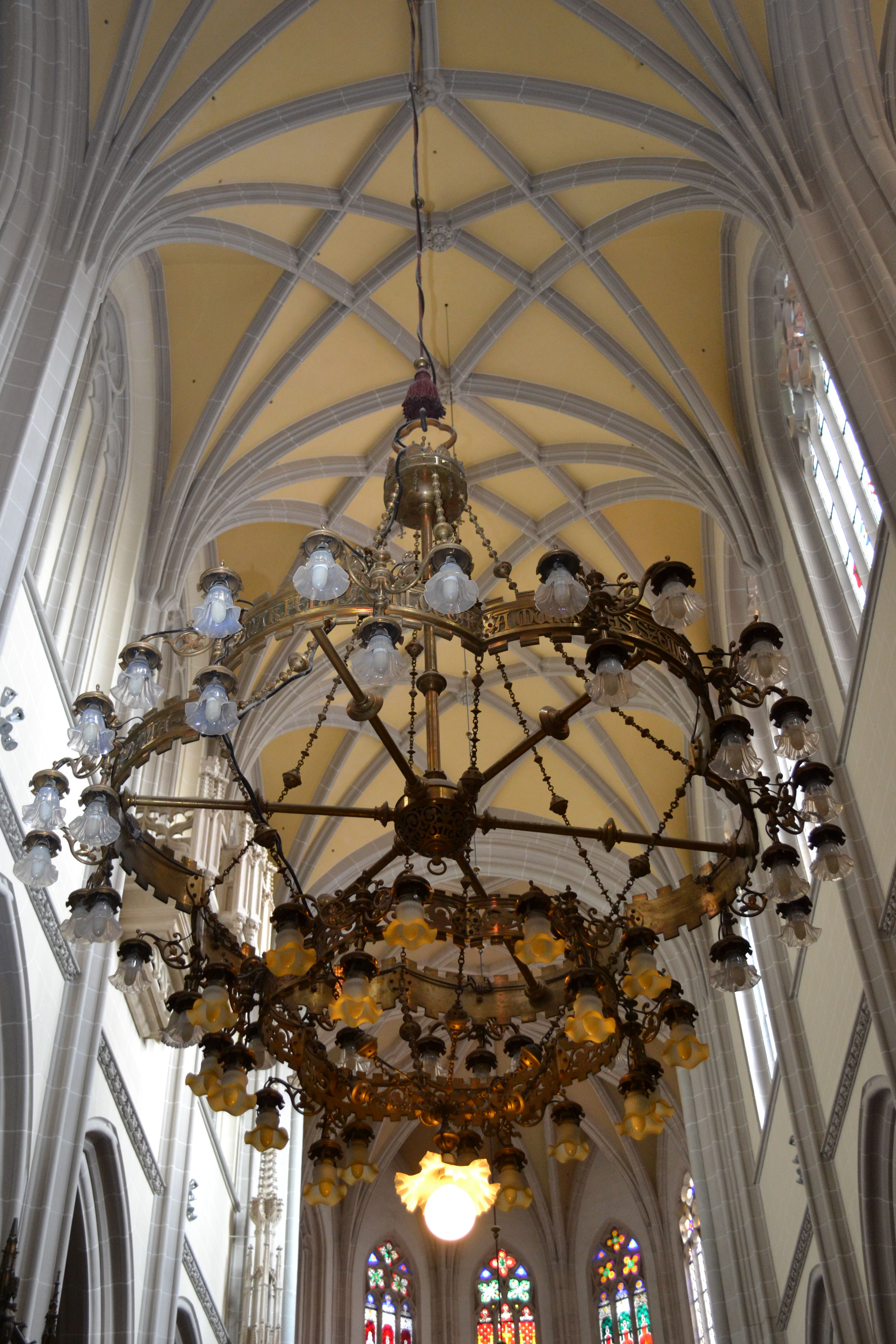
Đèn treo trần nhà bên trong nhà thờ chính tòa Thánh Elizabeth

Không gian bên trong của nhà thờ được trang trí đẹp với nhiều hoa văn và có nhiều tượng các vị thánh. Trong đó, tượng Thánh Elizabeth xứ Hungary được đặt vào giữa thế kỷ 15. Ngoài ra, còn có tượng điêu khắc tinh xảo về các Thánh Anthony thành Padua, Thánh Joseph, Thánh Theresa, các Thánh tử vì đạo xứ Košice.